# Irakli Kortua
Irakli Kortua (russisch Ираклий Кортуа; georgisch ირაკლი ქორთუა; * 15. Oktober 1987 in Gagra, Abchasische ASSR) ist ein georgischer Fußballspieler. Er stand zuletzt bei Dinamo Suchum in der abchasischen Liga unter Vertrag.

## Leben und Karriere
Der in Abchasien geborene Irakli Kortua begann das professionelle Fußballspielen 2004 beim FC Gagra Tiflis in der georgischen Liga. Anschließend wurde er in die zweite Mannschaft von Dynamo Kiew in die Ukraine geholt. 2006 wurde er von dort an Tawrija Simferopol ausgeliehen, kam in Simferopol aber zu keinen Einsätzen.
Kortua wechselte anschließend zum lettischen Club SK Blāzma, wo er von 2006 bis 2008 verblieb und fast 40 Mal auf dem Platz stand. In der Saison 2009 gehörte er zum Kader des FC Dinaburg, ebenfalls in der lettischen Liga. 2009 kehrte er zu seinem alten Verein Gagra Tiflis zurück.
2012 war er Teil der Mannschaft von Dinamo Suchum in Abchasien. Nach Angaben seines Vereins besitzt er auch die abchasische Staatsbürgerschaft.